# Raúl Ruiz (regissör)
Raúl Ernesto Ruiz Pino (även förfranskat: Raoul Ruiz), född 25 juli 1941 i Puerto Montt, Chile, död 19 augusti 2011 i Paris, Frankrike, var en chilensk och sedermera fransk filmregissör.

## Biografi
Ruiz etablerade sig i Chiles filmindustri på 1960-talet med ironiska filmer utanför mittfåran; hans långfilmsdebut, Tres tristes tigres (1968), rönte internationella framgångar. Därefter kom han att göra politiskt inriktade filmer under socialisten Salvador Allendes tid på presidentposten (1970–73). 
Efter Augusto Pinochets militärkupp mot Allendes regering 1973 gick Ruiz i exil i Frankrike. Under resten av sitt liv var han främst verksam i Europa och USA, där han kom att göra flera avantgardistiska filmer med surrealistiska drag. Han blev känd bland annat för sin höga produktionstakt; under sitt 48 år långa yrkesliv gjorde han 113 filmer. För sin fyra och en halv timme långa film Mistérios de Lisboa ("Lissabons mysterier") tilldelades han Louis Delluc-priset 2010.

## Filmografi (i urval)
- 1968 – Tres tristes tigres
- 1970 – La colonia penal
- 1973 – Palomita blanca
- 1977 – Colloque de chiens
- 1979 – L'hypothèse du tableau volé
- 1983 – Matrosens tre kronor (Les trois couronnes du matelot)
- 1983 – La ville des pirates
- 1986 – Mammame
- 1990 – Den gyllene båten (The Golden Boat)
- 1990 – Isbrytare (Brise-glace)
- 1996 – Tre liv och bara en död (Trois vies et une seule mort)
- 1997 – Généalogies d'un crime
- 1998 – Dödlig illusion (Shattered Image)
- 1999 – Le temps retrouvé
- 2006 – Klimt
- 2010 – Mistérios de Lisboa
- 2012 – La noche de enfrente
- 2012 – Linhas de Wellington